# Кошки-Шемякино
Кошки-Шемякино (Пимурзино) (чув. Шемек) — село в Буинском районе Татарстана. Административный центр Кошки-Шемякинского сельского поселения.

## География
Находится в юго-западной части Татарстана на расстоянии приблизительно 16 км на юг по прямой от районного центра города Буинск у речки Большая Тельца.

## История
Основано в XVII веке. В письменных источниках упоминается с 1795 года.

## Население
Постоянных жителей насчитывалось: в 1795 — 187 жителей, в 1859 — 245, в 1880 — 306, в 1913 — 571, в 1926 — 636, в 1938 — 603, в 1958 — 624, в 1970 — 731, в 1979 — 730, в 1989 — 341. Постоянное население составляло 309 человек (чуваши 99 %) в 2002 году, 272 — в 2010.
По данным X ревизии на 25.02.1858 в селе Пимурзино был 31 двор, проживало 242 удельных крестьян, в т.ч. 114 мужчин, 128 женщин.